# Diana Hyland
Diana Hyland, pseudonimo di Diane Gentner (Cleveland Heights, 25 gennaio 1936 – Los Angeles, 27 marzo 1977), è stata un'attrice statunitense.
Conosciuta prevalentemente per la sua attività di interprete televisiva, è stata fra l'altro fra i protagonisti della serie La famiglia Bradford, che dovette lasciare dopo i primi quattro episodi in conseguenza della grave malattia che la portò alla morte prematura.

## Biografia
Nata nel sobborgo di Cleveland Heights, debuttò in teatro a Broadway nel 1959, interpretando il ruolo di Heavenly Finney in La dolce ala della giovinezza di Tennessee Williams, accanto a Geraldine Page e Paul Newman. In televisione, la Hyland era apparsa già nel 1955 in una puntata di Robert Montgomery Presents.
Nei dieci anni successivi prese parte — come guest star o come interprete di primo piano — a diverse serie televisive, come Happy Days, L'undicesima ora, Il fuggiasco, L'ora di Hitchcock e Ai confini della realtà. Nel 1966 debuttò anche nel cinema in La caccia, con Marlon Brando, Jane Fonda e Robert Redford. Fra il 1958 e il 1963, fu interprete fissa della soap opera della NBC Young Doctor Malone, in cui impersonava Gig Houseman, moglie del giovane dottor Malone.
Fra il 1968 ed il 1969, fu interprete fissa di un'altra soap opera trasmessa in orario di prima serata, Peyton Place. Ottenne una candidatura ai Premi Emmy 1963 come migliore attrice protagonista in Fred Astaire (episodio: The Voice of Charlie Pont). Come attrice non protagonista le fu invece assegnato un riconoscimento postumo ai Premi Emmy 1977 per il film tv The Boy in the Plastic Bubble.

## Vita privata
Dal 1969 al 1975 fu sposata con Joseph Goodson, da cui ebbe un figlio, Zachary. Sul set del film TV The Boy in the Plastic Bubble conobbe John Travolta, che fu suo compagno fino alla morte, avvenuta a 41 anni in conseguenza di un cancro al seno
.

## Filmografia

### Cinema
- One Man's Way, regia di Denis Sanders (1964)
- Smoky, regia di George Sherman (1966)
- La caccia (The Chase), regia di Arthur Penn (1966)
- Il mosaico del crimine (Jigsaw), regia di James Goldstone (1968)

### Televisione
- Robert Montgomery Presents – serie TV, episodio 6x38 (1955)
- Star Tonight – serie TV, 2 episodi (1956)
- La parola alla difesa (The Defenders) – serie TV, episodio 2x05 (1962)
- L'ora di Hitchcock (The Alfred Hitchcock Hour) – serie TV, episodi 1x19-2x14 (1963-1964)
- Ben Casey – serie TV, episodio 2x22 (1963)
- Il dottor Kildare (Dr. Kildare) – serie TV, episodi 2x14-4x18 (1963-1965)
- Ai confini della realtà (The Twilight Zone) – serie TV, episodio 5x21 (1964)
- La legge di Burke (Burke's Law) – serie TV, episodio 2x21 (1965)
- Convoy – serie TV, episodio 1x07 (1965)
- The Nurses – serie TV, episodio 3x25 (1965)
- Gli inafferrabili (The Rogues) – serie TV, episodio 1x22 (1965)
- I giorni di Bryan (Run for Your Life) – serie TV, episodi 1x02-2x02 (1965-1966)
- The Wackiest Ship in the Army – serie TV, episodi 1x02-1x14 (1966)
- Iron Horse – serie TV, episodio 1x01 (1966)
- A Man Called Shenandoah – serie TV, episodio 1x30 (1966)
- Le spie (I Spy) – serie TV, episodio 2x01 (1966)
- Squadra speciale anticrimine (The Felony Squad) – serie TV, episodio 1x10 (1966)
- Il fuggiasco (The Fugitive) – serie TV, 4 episodi (1964-1967)
- Organizzazione U.N.C.L.E. (The Man from U.N.C.L.E.) – serie TV, episodi 2x24-3x08 (1967)
- Tarzan – serie TV, episodio 2x07 (1967)
- Gli invasori (The Invaders) – serie TV, episodi 1x05-2x09-2x10 (1968)
- Al banco della difesa (Judd for the Defense) – serie TV, episodi 1x17-1x18 (1969)
- Peyton Place – serie TV, 59 puntate (1968-1969)
- Reporter alla ribalta (The Name of the Game) – serie TV, episodio 2x08 (1970)
- Bracken's World – serie TV, episodio 2x06 (1970)
- Ritual of Evil, regia di Robert Day – film TV (1970)
- Due onesti fuorilegge (Alias Smith and Jones) – serie TV, episodio 1x07 (1971)
- F.B.I. (The F.B.I.) – serie TV, 4 episodi (1967-1972)
- Difesa a oltranza (Owen Marshall, Counselor at Law) – serie TV, episodio 2x22 (1973)
- Gunsmoke – serie TV, episodio 18x17 (1974)
- Medical Center – serie TV, episodi 3x10-6x04 (1971-1974)
- Marcus Welby (Marcus Welby, M.D.) – serie TV, 3 episodi (1971-1975)
- Harry O – serie TV, episodio 1x16 (1975)
- Mannix – serie TV, episodio 8x17 (1975)
- Cannon – serie TV, episodio 5x10 (1975)
- S.W.A.T. – serie TV, episodio 2x03 (1975)
- Barnaby Jones – serie TV, episodio 4x20 (1976)
- Kojak – serie TV, episodio 3x19 (1976)
- The Boy in the Plastic Bubble, regia di Randal Kleiser – film TV (1976)
- Happy Days – serie TV, episodio 4x12 (1977)
- La famiglia Bradford (Eight Is Enough) – serie TV, 4 episodi (1977)

## Riconoscimenti
- Premio Emmy
  - 1963 – Candidatura alla miglior attrice protagonista per Fred Astaire, episodio 2x04
  - 1977 – Miglior attrice non protagonista in un film TV/Miniserie TV commedia o drammatica per "Amelia Earhart" per The Boy in the Plastic Bubble (postumo)